# Église Notre-Dame-du-Mont de Vieux-Goa
L’église Notre-Dame-du-Mont est un édifice religieux catholique sis sur la colline orientale de Vieux-Goa, en Inde. Construite en 1519 et reconstruite au moins deux fois par après elle fut longtemps paroisse. Aujourd’hui, isolée, l’église n’est plus rarement utilisée pour le culte.
L'église est l'une des Églises et couvents de Goa, un site et groupe de monuments classés en 1986 au patrimoine mondial de l'Unesco.  

## Histoire
Une chapelle fut construite sur ordre d’Alfonso de Albuquerque sur le mont oriental où se trouvait l’artillerie du sultan Yusuf Âdil Shâh (de Bijapur), lors de la tentative de reconquête de Goa (mai 1510). Le premier édifice fut érigé en 1519. Une plaque commémorative fixée sur la façade de l’édifice porte l’inscription (en portugais) : « Ici fut postée l’artillerie mahométane contre Albuquerque, pour reconquérir Goa en mai 1510 »
Elle fut reconstruite au moins deux fois, chaque fois en plus grand et était église paroissiale lorsque cette partie de la ville de Goa était largement habitée. 
Lorsque Panjim devint la capitale de Goa (XIXe siècle) la population de Goa se déplaça en masse vers le nouveau centre d’activités économiques et administratives. Le ‘mont’ fut déserté et l’église quasi abandonnée et elle se détériorât. Quelques œuvres d’art, dont le lutrin, furent perdues. 

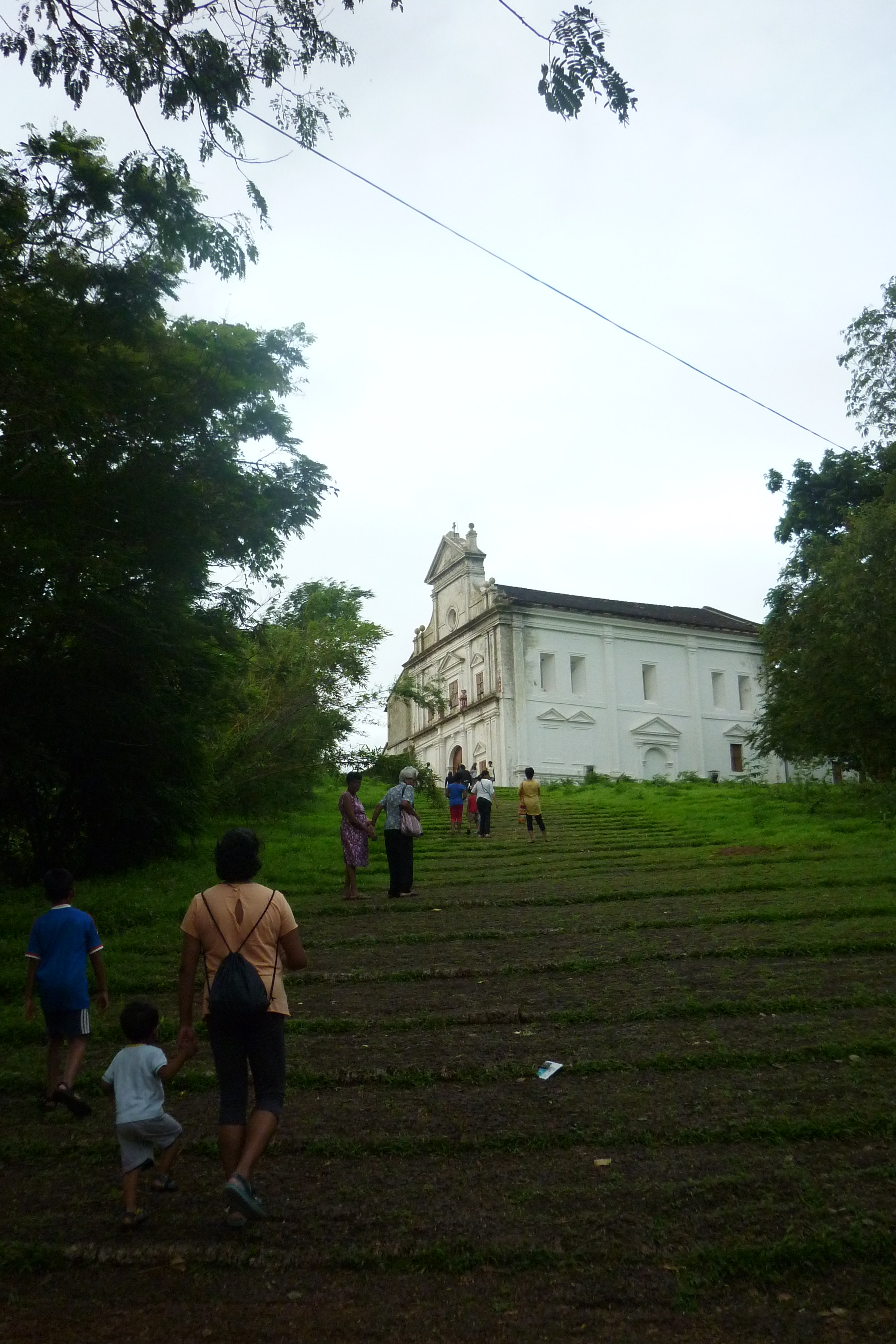
Une bonne volée de marches avant d'y arriver...

Le huitième jour de chaque mois une messe y est célébrée. Le 8 septembre, fête de la Nativité de Notre-Dame, la célébration y est particulièrement solennelle, et précédée d’une neuvaine de prières.   
Une fondation culturelle portugaise, la 'Fundação Oriente’ a récemment rénové entièrement l’église, la débarrassant, entre autres, des contreforts qui soutenaient la façade. Elle y organise des concerts de musique indienne et occidentale.

## Source
- Moreno De Souza: A short history of the Old City of Goa, Old Goa, Basilica of Bom Jesus, 2000, 44p.